# Калетаев, Дархан Аманович
Дарха́н Ама́нович Калета́ев (каз. Дархан Аманұлы Кәлетаев; род. 14 октября 1972, Тарбагатайский район, Восточно-Казахстанская область) — казахстанский государственный и политический деятель, Чрезвычайный и полномочный посол Республики Казахстан на Украине (с 2020).

## Биография
Родился 14 октября 1972 года в посёлке Приозёрное Тарбагатайского района, Восточно-Казахстанской области
Окончил Восточно-Казахстанский государственный университет (1994) в городе Усть-Каменогорске, Национальную высшую школу государственного управления при президенте Республики Казахстан (1996—1997)
Доктор политических наук, тема диссертации: «Социально-политическая консолидация казахстанского народа: особенности и проблемы», 23.00.02 — Политические институты, этнополитическая конфликтология, национальные и политические процессы и технологии, в диссертационном совете Д 14.21.03 при Казахском национальном педагогическом университете им. Абая. Опп. Г. Ж. Ибраева, М. Б. Мухаммедов, Г. Н. Иренов. Ведущая организация — Евразийский национальный университет им. Л. Н. Гумилева (2008)

### Трудовой стаж
- 1995 год. Специалист 1-й категории, ведущий специалист комитета по языкам при кабинете министров Республики Казахстан;
- С 1995 по 1996 год ведущий, главный специалист государственного комитета Казахстана по национальной политике;
- 1997 год. Заместитель начальника управления департамента координации языковой политики министерства образования и культуры Казахстана, г. Алматы;
- С 1997 по 2001 год начальник отдела молодёжной политики департамента внутренней политики министерства информации и общественного согласия Республики Казахстан, г. Астана;
- С 2001 по 2002 год заместитель директора департамента внутренней политики министерства культуры, информации и общественного согласия Казахстана, г. Астана;
- 2002 год. Директор департамента молодёжной политики министерства культуры, информации и общественного согласия Казахстана, г. Астана;
- С 2002 по 2004 год заведующий сектором, заведующий отделом внутренней политики администрации президента Республики Казахстан, г. Астана;
- С 2004 по 2005 год заведующий социально-политическим отделом Управления внутренней политики администрации президента Республики Казахстан, г. Астана;
- С 2005 по 2006 год. Заведующий социально-политическим отделом администрации президента Республики Казахстан, г. Астана;
- С 2006 по 2007 год. Заведующий отделом государственного контроля и организационной работы администрации президента Республики Казахстан, г. Астана;
- С 2007 по 2008 год. Заместитель руководителя администрации президента Республики Казахстан;
- С 2008 по 2009 год. Первый заместитель председателя Народно-демократической партии «Нур Отан»;
- С 2009 года управляющий директор "фонда национального благосостояния «Самрук-Казына»
- 27 октября 2016 года Указом главы государства назначен депутатом Сената Парламента Республики Казахстан[2].
- 4 апреля 2018 года Указом Главы государства прекращены полномочия депутата сената Парламента Республики Казахстан[3].
- 4 апреля 2018 года Указом главы государства назначен министром по делам религии и гражданского общества Республики Казахстан[4].
- 3 июля 2018 года назначен на должность министра общественного развития Республики Казахстан и освобожден от должности министра по делам религии и гражданского общества[5].
- 1 марта 2019 года назначен на должность руководителя Канцелярии премьер-министра РК[6].
- С 25 марта по 18 декабря 2019 года первый заместитель руководителя Администрации президента Республики Казахстан[7][8].
- 22 февраля 2020 года указом президента Республики Казахстан назначен Чрезвычайным и полномочным послом Республики Казахстан на Украине[9].
- С 12 октября 2020 по 30 марта 2022 года — Чрезвычайный и полномочный посол Республики Казахстан в Республике Молдова по совместительству[10][11].

### Прочие должности
- Секретарь Национального совета при президенте Республики Казахстан, секретарь Общественного совета по средствам массовой информации (информационной политике) при Президенте Республики Казахстан (2004—2005)

### Партийная принадлежность
- Член Народно-демократической партии «Нур Отан»;
- Член бюро Политсовета Народно-демократической партии «Нур Отан»

## Награды
| Страна    | Дата            | Награда                                            | Награда                                            |
| --------- | --------------- | -------------------------------------------------- | -------------------------------------------------- |
| Казахстан | 2005            | Кавалер ордена Курмет                              | Кавалер ордена Курмет                              |
| Казахстан | 2015            | Кавалер ордена Парасат                             | Кавалер ордена Парасат                             |
| Казахстан | 2008            | Медаль «10 лет Астане»                             | Медаль «10 лет Астане»                             |
| Казахстан | 2011            | Медаль «20 лет независимости Республики Казахстан» | Медаль «20 лет независимости Республики Казахстан» |
| Казахстан | 2018            | Юбилейная медаль «20 лет Астане»                   | Юбилейная медаль «20 лет Астане»                   |
| Казахстан | 2022 (17 марта) | Орден «Барыс» 3 степени                            | Орден «Барыс» 3 степени                            |

- Памятный знак «МПА СНГ. 25 лет» (27 марта 2017 года, Межпарламентская ассамблея СНГ) — за содействие в деятельности Межпарламентской Ассамблеи и её органов[15].
- Почётная грамота Совета МПА СНГ (13 октября 2017 года, Межпарламентская ассамблея СНГ) — за активное участие в деятельности Межпарламентской Ассамблеи и её органов, вклад в укрепление дружбы между народами государств — участников Содружества Независимых Государств[16].